# Цільнозернове борошно

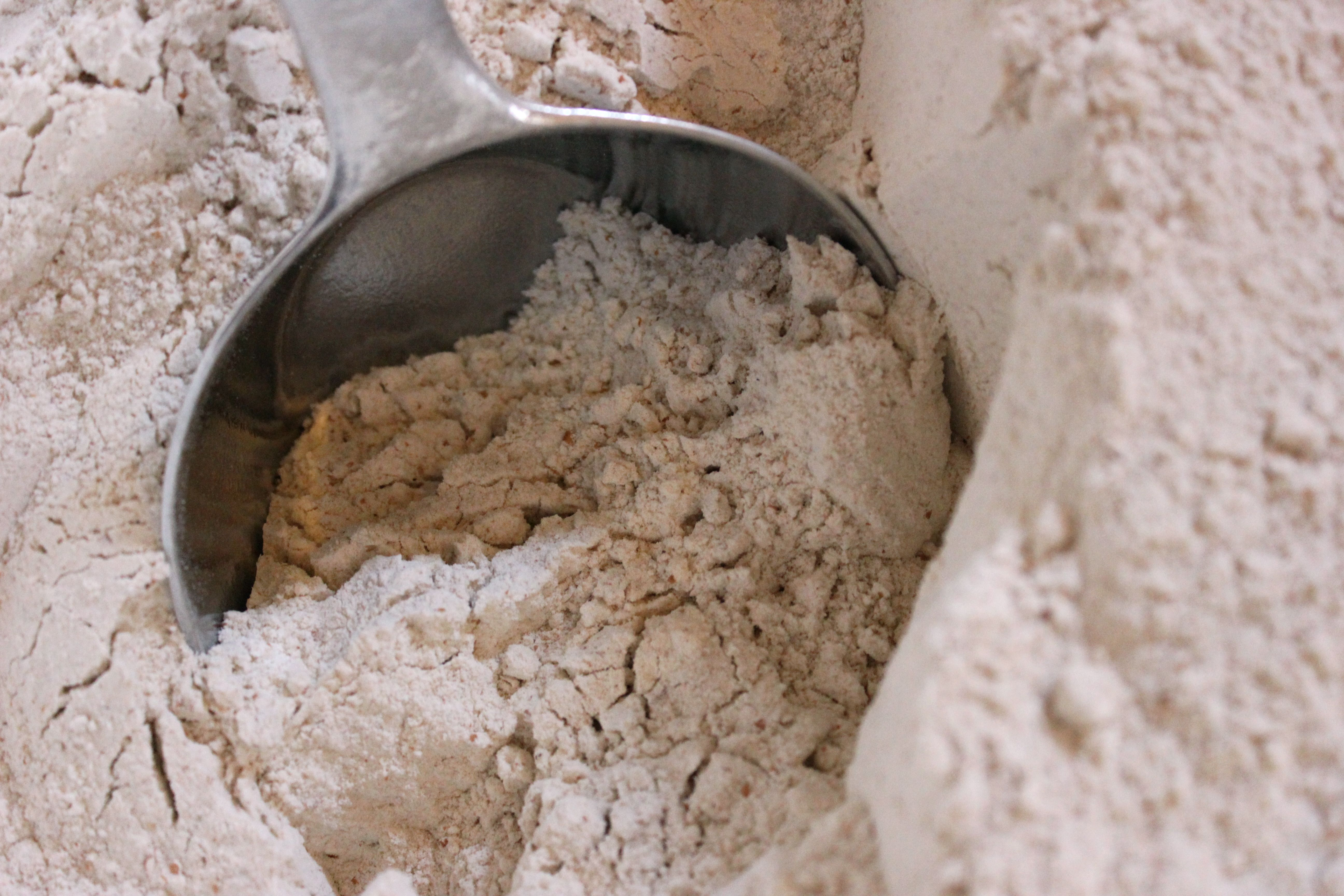
Цільнозернове борошно з пшениці

Цільнозернове борошно виробляється із цільного зерна і містить висівки, на відміну від так званого «білого борошна», що виробляється тільки з частини зерна після видалення з нього зовнішньої оболонки і зародка шляхом очищення і шліфування.
Іноді цей термін використовують для позначення борошна грубого помелу, що семантично не зовсім правильно, оскільки для цільнозернового борошна важлива лише цілісність вихідного зерна, а не ступінь подрібнення.

## Історія
Традиційно вважається, що спочатку — в давнину — зерна злаків після їх подрібнення на різних пристосуваннях (зернтертках, ступках, жорнах) тут же, без просіювання, відразу ж пускали у справу: варили кашу, пекли хліб. Проте існують письмові джерела, у тому числі достеменно відомо, що у Стародавньому Римі для вироблення різних сортів борошна використовувалися сита з кінського волоса. В Україні аж до початку XX століття на багатьох старих млинах здійснювали разовий помел зерна, а поділ на сорти здійснювали безпосередньо споживачі такого борошна: у булочних, пекарнях, або самостійно в домашніх умовах. Однак це було рідкістю; навіть у найпримітивніших вітряних чи водяних млинах проводився відбір великих висівок (зовнішніх оболонок зерна). Але і цільнозернове борошно тоді й пізніше знаходило своє застосування, як у найбідніших станів, так і в народів із нерозвиненою культурою виробництва.
Донедавна, а саме в радянський період, цільнозернове борошно отримували на молоткових дробарках, штифтових подрібнювачах, дезінтеграторах, вальцьових верстатах. Воно знаходило своє застосування у комбікормової промисловості — для виробництва комбікормів та харчування домашніх тварин. Більш відоме воно була під назвами «борошно фуражне», «борошно кормове». Застосовувалося воно для виробництва зернового спирту, приготування барди.
Наразі цільнозернові продукти поширені серед послідовників здорового способу життя, натуропатів, у різних системах дієтичного харчування. Всесвітня організація охорони здоров'я вважає цілісні злаки (з яких виробляється і цільнозернове борошно), разом з овочами, фруктами та бобовими, основою здорового харчування.

## Властивості цільнозернового борошна
Цільнозернове борошно характеризується високим вмістом частинок периферійних оболонок зернівки та зародка, які визначають її відмінні фізико-хімічні властивості:
- підвищений вміст мінеральних речовин (зольність);
- загальну невирівняність за крупністю всіх частинок;
- високу зараженість мікроорганізмами;
- підвищений вміст жирних кислот та харчових волокон.

## Переваги цільнозернового борошна
В оболонці зерна містяться: клітковина, вітаміни B і E, мінеральні речовини та мікроелементи (такі, як залізо та манган), білки. На відміну від білого борошна, що містить тільки внутрішню частину зерна (крохмаль), цільнозернове борошно вважається більш корисним.

## Застосування цільнозернового борошна в домашній випічці
Таке борошно відмінно підходить для приготування млинців, оладок, пиріжків, оскільки має більш насичений смак, красивий жовтуватий відтінок. При випіканні хліба з білого борошна в домашніх умовах цільнозернове можна додати для покращення смакових якостей хліба. Варто врахувати те, що цільнозернове борошно, ймовірно, зробить хліб щільнішим. Однак хліб, що складається тільки з цільнозернового борошна, буде найбільш корисним і поживним. Саме таким хлібом харчувалися наші пращури.

## Доступність у продажу
Від країни до країни змінюється як обсяг пропозиції, і попит на цільнозернове борошно. В Україні таке борошно неправильно вважається «елітарним», ціни на нього можуть бути завищені. Однак у деяких регіонах з'являються нові бренди, а також приватні виробники, які пропонують це борошно за порівняно низькою ціною (частіше навіть нижче вартості звичайного борошна). У приватних виробників борошно часто набагато кращої якості, оскільки це найчастіше свіжозмелене зерно, використовуються кам'яні жорна, борошно з яких має кращі, порівняно з вальцевим помелом, хлібопекарські властивості.
Цільнозернове борошно можна виробляти і самостійно в домашніх умовах, наприклад, за допомогою кавомолки.